# Das indische Grabmal zweiter Teil - Der Tiger von Eschnapur
Das indische Grabmal zweiter Teil - Der Tiger von Eschnapur è un film muto del 1921 diretto da Joe May.
Adattamento cinematografico del romanzo di Thea von Harbou, è la seconda parte del dittico Il sepolcro indiano. Il primo episodio uscì con il titolo Das indische Grabmal erster Teil - Die Sendung des Yoghi.
Thea von Harbou scrisse la sceneggiatura del film insieme al suo futuro marito, Fritz Lang. Quest'ultimo avrebbe ripreso la storia nel 1958, girando come regista La tigre di Eschnapur e  Il sepolcro indiano, coproduzione franco-italo-tedesca dove la storia subiva alcuni cambiamenti di non lieve entità. Protagonista della nuova versione diventava la principessa che era interpretata da Debra Paget, mentre passava in secondo piano il personaggio di Irene, diventata sorella e non più fidanzata.

## Trama
L'architetto Herbert Rowland, giunto in India per costruire un mausoleo destinato alla moglie del principe di Eschnapur, ha scoperto che la principessa non è morta ma che si trova prigioniera insieme al suo amante, rinchiusa nelle prigioni, destinata a una morte orribile. Irene, la fidanzata di Rowland, giunge a Eschnapur alla ricerca del fidanzato, accolta con estrema ospitalità dal principe che, però, le impedisce di vedere l'architetto.
Si compie, intanto, il destino dei due amanti. L'uomo viene gettato in pasto alle tigri. Rowland riesce a fuggire insieme a Irene, mentre la principessa si suicida. Per lei, l'architetto costruirà il suo mausoleo.

## Produzione
Il film fu prodotto dalla May-Film.

## Distribuzione
Distribuito dall'Europäische Film-Allianz, il film uscì nelle sale cinematografiche tedesche nel 1921, dopo una prima tenuta a Berlino il 22 ottobre all'UFA Palast am Zoo.